# Ján Ilavský
Ján Ilavský (* 27. Mai 1942 in Važec) ist ein ehemaliger tschechoslowakischer Skilangläufer.
Ilavský, der für RH Pograd startete, gewann bei der Winter-Universiade 1960 in Chamonix, bei der Winter-Universiade 1962 in Villars und bei der Winter-Universiade 1964 in Špindlerův Mlýn jeweils die Silbermedaille mit der Staffel. Zudem wurde er im Jahr 1962 in Villars Zehnter über 11,5 km. Bei der Winter-Universiade 1966 in Sestriere kam er auf den fünften Platz über 15 km und holte die Bronzemedaille mit der Staffel. Im Jahr 1970 gewann er bei den tschechoslowakischen Meisterschaften über 15 km seinen einzigen Meistertitel im Einzel und belegte bei den Nordischen Skiweltmeisterschaften in Štrbské Pleso den 35. Platz im 50-km-Lauf. Bei seiner einzigen Teilnahme an Olympischen Winterspielen im Februar 1972 in Sapporo lief er zusammen mit Stanislav Henych, Jan Fajstavr und Ján Michalko auf den achten Platz in der Staffel.